# Solitudo Promethei
Solitudo Promethei  è una caratteristica di albedo della superficie di Mercurio.